# 南京小吃
南京小吃，历史悠久，品种繁多，自六朝时期流传至今，多达80多个品种。名点小吃有荤有素，甜咸俱有，形态各异，其中代表是秦淮河夫子庙地区，其风味小吃是中国四大小吃群之一。 夫子庙的点心小吃许是缘于当年的秦淮画舫，手工精细，造型美观，选料考究，风味独特。经过多年的努力，其中七家点心店制作的小吃，经专家鉴定，将八套秦淮风味名点小吃正式命名为“秦淮八绝”。中国前国家副主席荣毅仁在夫子庙品尝秦淮风味小吃后，曾题写横幅：“小吃好吃”，亦作“吃好吃小”。

## “秦淮八绝”
八绝如下：
第一绝：永和园的黄桥烧饼和开洋干丝
第二绝：蒋有记的牛肉汤和牛肉锅贴
第三绝：六凤居的豆腐涝和葱油饼
第四绝：奇芳阁的鸭油酥烧饼和什锦菜包
第五绝：奇芳阁的麻油素干丝和鸡丝浇面
第六绝：莲湖糕团店的桂花夹心小元宵和五色小糕
第七绝：瞻园面馆的熏鱼银丝面和薄皮包饺
第八绝：魁光阁的五香豆和五香蛋

## 南京特色小吃列表

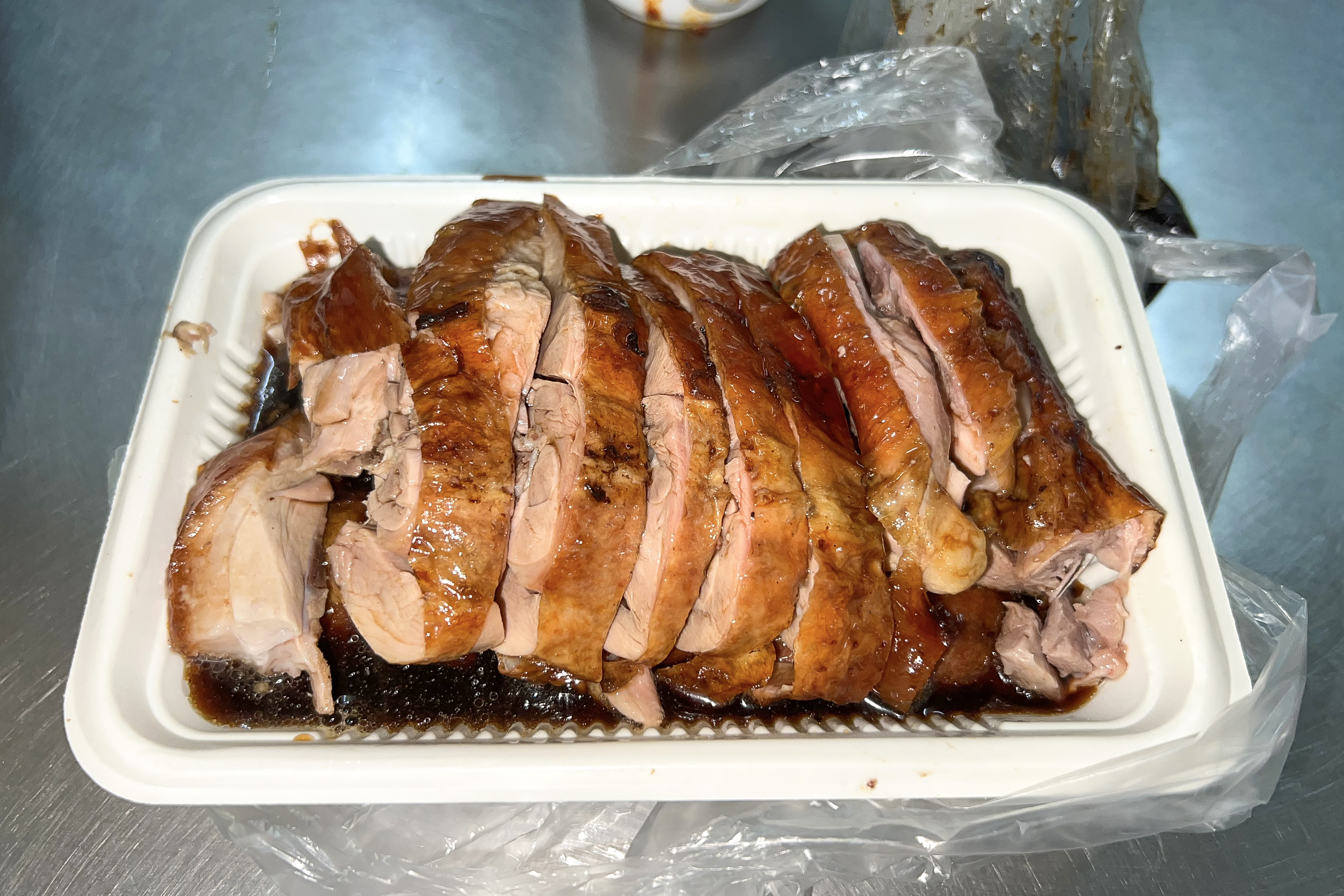
南京燒鴨

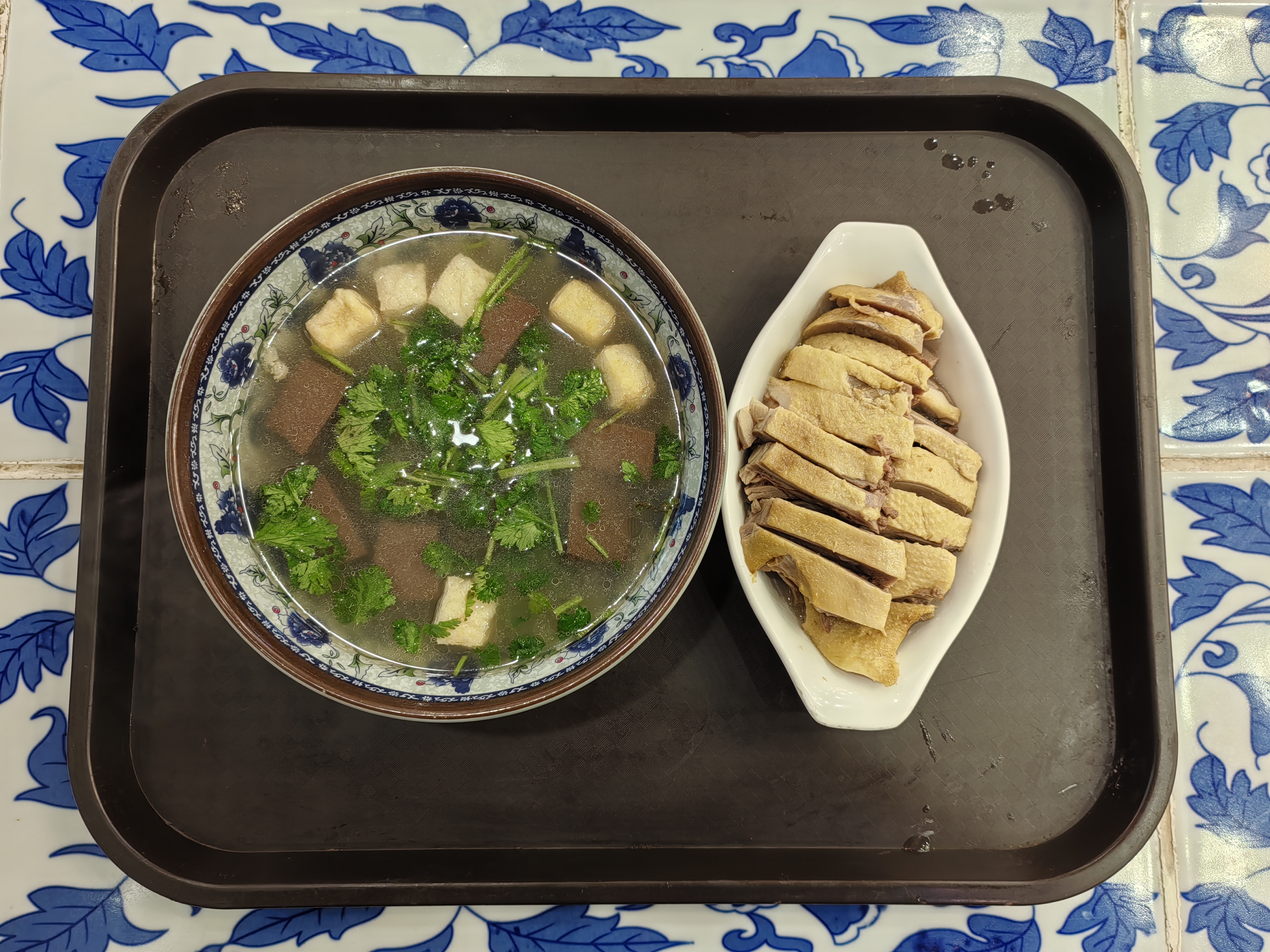
鸭血粉丝汤與盐水鸭

- 鸭血汤
- 三鮮麵
- 旺鸡蛋
- 盐水鸭
- 煮干丝
- 凉粉
- 油炸臭豆腐
- 状元豆/五香蛋
- 如意回卤干
- 小笼包
- 牛肉锅贴
- 什锦豆腐涝
- 蒸饺
- 糯米藕
- 桂花糖芋苗
- 五香鹌鹑蛋
- 牛肉粉丝汤
- 炒螺丝
- 鸭血粉丝汤